# Krascheninnikovia
Krascheninnikovia är ett släkte av amarantväxter. Krascheninnikovia ingår i familjen amarantväxter.
Kladogram enligt Catalogue of Life:
| Krascheninnikovia | \| \| Krascheninnikovia ceratoides \| \| \| \| \| \| Krascheninnikovia ewersmanniana \| \| \| \| \| \| Krascheninnikovia lanata \| \| \| \| \| \| Krascheninnikovia lenensis \| \| \| \| \| \| Krascheninnikovia pungens \| \| \| \| |
|                   | \| \| Krascheninnikovia ceratoides \| \| \| \| \| \| Krascheninnikovia ewersmanniana \| \| \| \| \| \| Krascheninnikovia lanata \| \| \| \| \| \| Krascheninnikovia lenensis \| \| \| \| \| \| Krascheninnikovia pungens \| \| \| \| |
|                   | Krascheninnikovia ceratoides |
|                   | |
|                   | Krascheninnikovia ewersmanniana |
|                   | |
|                   | Krascheninnikovia lanata |
|                   | |
|                   | Krascheninnikovia lenensis |
|                   | |
|                   | Krascheninnikovia pungens |
|                   | |

## Bildgalleri

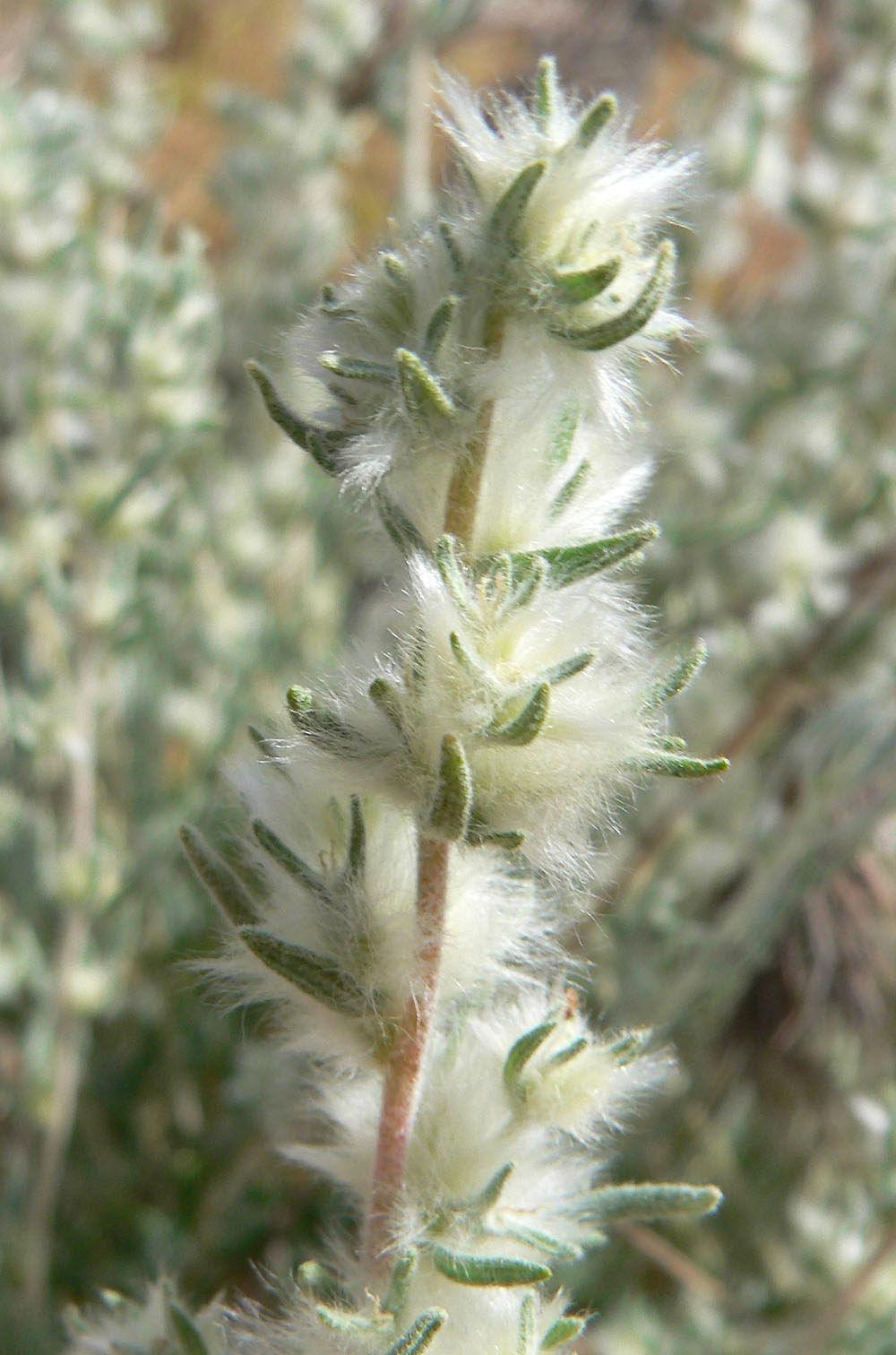
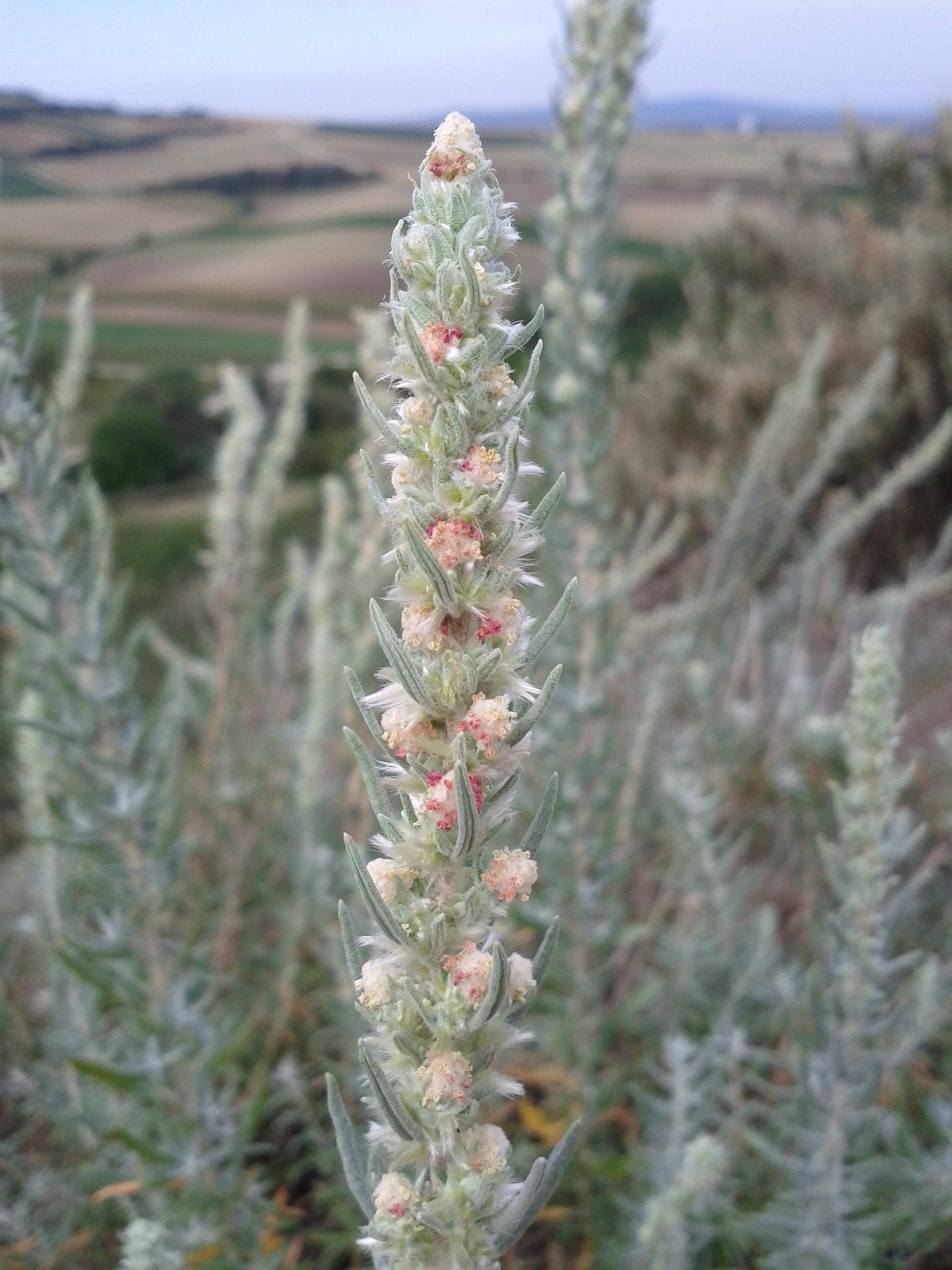
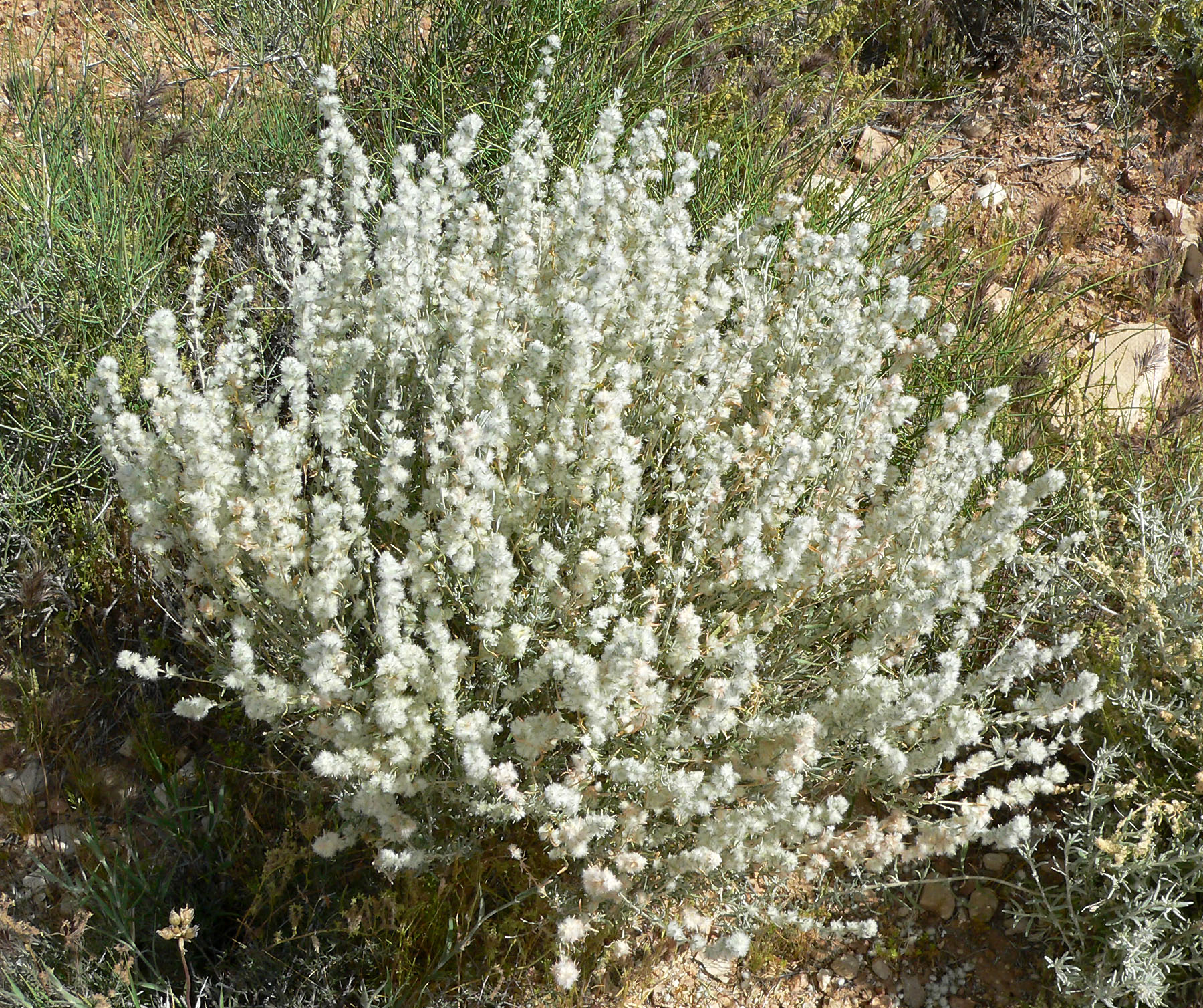